# Belalcázar (Caldas)
Belalcázar es un municipio ubicado en el sur-occidente del departamento de Caldas, Colombia. Junto con los municipios de Viterbo, San José, Risaralda y Anserma, conforman el denominado Occidente Próspero o Bajo Occidente caldense.
Cuenta con una estatua de Cristo Rey que aunque no se encuentra registrada como la más grande en los Récord Guiness, dicha estatua tiene una altura de 45,5 metros, es de concreto armado y se creó con motivo de la cruda violencia que azotó a esta región a mediados del siglo XX (La estatua Cristo Redentor o Cristo de Corcovado es una imagen de 30 metros de Jesús de Nazaret mirando con los brazos abiertos la ciudad, el cerro Tatamá, el parque nacional los Nevados y parte del paisaje cultural cafetero).
Belalcázar es una región que cuenta con un resguardo indígena perteneciente a la etnia Emberá Chamí ubicada en la vereda el Águila a una media hora del casco urbano.

## Toponimia
Lleva el honor de llevar el apellido de Sebastián de Belalcázar, quien fue el primer europeo en recorrer el actual Departamento de Caldas.

## Geografía

### Límites
Limita al norte con los municipios de San José y Risaralda, al oriente con el departamento de Risaralda y el municipio de Chinchiná, al sur con el departamento de Risaralda y al occidente con los municipios de Viterbo y San José.

## Turismo
Conocido como "El Balcón del Paisaje" es un destino para cualquier turista, a 40 minutos de la ciudad de Pereira y 1.5 horas de la ciudad de Manizales. 
Este municipio cuenta con el monumento a "Cristo Rey", es el único de este tipo que permite el acceso por el interior de la estatua, con lo que los turistas pueden ascender por un par de escaleras en forma de caracol hasta la cabeza de la misma y desde allí contemplar el majestuoso paisaje compuesto por 5 municipios de distintos departamentos y los valles del Río Cauca y el Río Risaralda.
Se puede incluso ver a través de los orificios que conforman los ojos y la nariz de este monumento. Los más osados podían -cuando aún era permitido- salir y caminar sobre los brazos hasta llegar a las manos y abrazados, al dedo pulgar, contemplar el horizonte.
Su altura total alcanza los 45,5 metros, incluido el pedestal. La sola imagen del Cristo tiene 37 metros, equivalente a un edificio de unos 12 pisos.

## División Político-Administrativa
Aparte de su Cabecera municipal. Belalcázar tiene bajo su jurisdicción los siguientes Centros poblados:
- El Madroño
- La Habana
- San Isidro
- Totumal (Asentamiento Indígena)

### Veredas
Además, el municipio está compuesto con las siguientes veredas:
Altobonito, Belmonte, Buenavista, Buenos Aires, Conventos, El Águila, El Bosque, El Carmen, El Crucero, El Porvenir, El Rosario, El Socorro, El Zancudo, La Alemania, La Betulia, La Cascada, La Cristalina, La Elvira, La Florida, La Paloma, La Romelia, La Turqueza, La Zainera, Las Delicias, Monterredondo, San Narcizo [sic], Tierradentro, Travesías.

## Servicios públicos
- Energía Eléctrica: Central Hidroeléctrica de Caldas (CHEC), del grupo EPM, es la empresa prestadora del servicio de energía eléctrica.
- Gas Natural: Efigas es la empresa distribuidora y comercializadora de gas natural en el municipio.